# 古柏豐底蚌
古柏豐底蚌（学名：Plethobasus cooperianus），又名橘足疙瘩真珠蚌，是美國特有的一種淡水蚌，屬於蚌科小方蚌亞科的Pleurobemini族。